# Storm Thorgerson

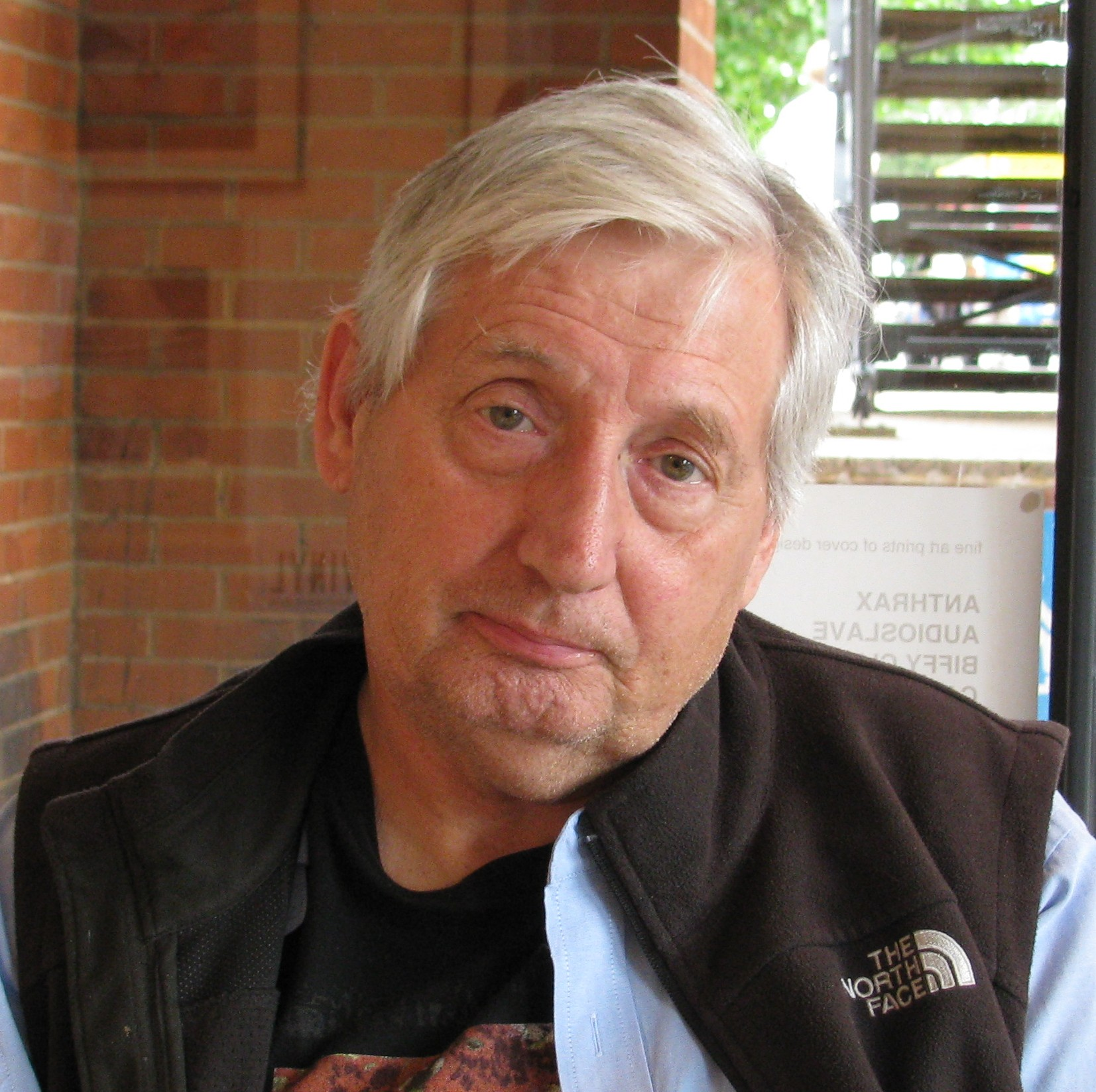
Storm Thorgerson 2010

Storm Elvin Thorgerson, född 28 februari 1944 i Potters Bar, Hertfordshire, död 18 april 2013, var en brittisk grafisk designer, fotograf och filmskapare som gjorde några av de mest uppmärksammade skivomslagen genom tiderna, bland annat som del av designfirman Hipgnosis. Bland hans arbeten återfinns skivomslag åt bland andra Pink Floyd, Led Zeppelin, The Cranberries, Phish, Peter Gabriel, The Mars Volta, Muse och Dream Theater.